# Suore penitenti recollettine dell'Immacolata Concezione
Le Suore Penitenti Recollettine dell'Immacolata Concezione (in neerlandese Zusters Penitenten Recollectinnen van de Onbevlekte Ontvangenis van Roosendaal) sono un istituto religioso femminile di diritto pontificio.

## Storia
Un gruppo di Penitenti Recollettine espulse dal monastero di Lovanio nel 1796 fondò una congregazione di suore a Dongen, da cui ebbero origine anche le Recollettine di Etten.
Il 1º settembre del 1832 un gruppo di suore di Etten, guidate da suor Maria Giuseppa di Gesù Raaymakers (1781-1867), aprì una casa a Roosendaal con una scuola di cucito. Quella di Roosendaal doveva essere solo una filiale di Etten, ma a causa di incomprensioni (a Roosendaal le suore aprirono anche una scuola di francese per fanciulle borghesi, in concorrenza con quella già attiva a Etten, centro, tra l'altro, più piccolo) la Raaymakers separò il suo convento dalla casa madre. Le Recollettine di Roosendaal si diffusero rapidamente in tutti i Paesi Bassi e, nel 1841, sei suore aprirono una casa nelle Antille Olandesi (Curaçao).
La congregazione ottenne il pontificio decreto di lode il 1º ottobre del 1869; le sue costituzioni vennero approvate dalla Santa Sede il 20 aprile 1883 (e riviste dopo la promulgazione del Codice di Diritto Canonico Piano Benedettino, il 15 marzo 1924).

## Attività e diffusione
Le Penitenti Recollettine si dedicano all'educazione dei giovani.
Oltre che nei Paesi Bassi, le suore sono presenti nelle Antille Olandesi, in Suriname e in Cile. La sede generalizia è a Roosendaal, in diocesi di Breda.
Al 31 dicembre 2005 l'istituto contava 163 religiose in 9 case.